# Anne Julia Hagen

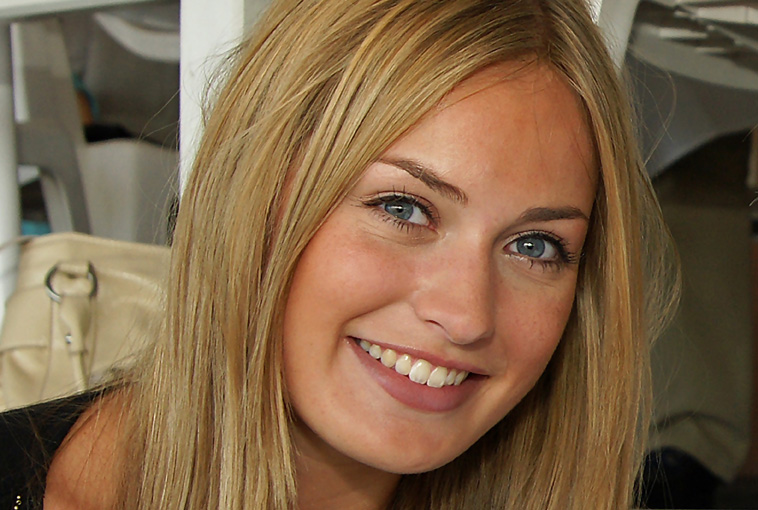
Anne Julia Hagen (2010)

Anne Julia Hagen (n. 22 mai 1990, Berlin) este o studentă germană. Ea a fost aleasă în 2010 Miss Berlin și apoi Miss Germany. Anne Julia Hagen poate fi văzută în emisiunea Süper Tiger Show transmis pe postul TV german ZDF.